# Antoni (Narożnicki)
Antoni, nazwisko świeckie Narożnicki (ur. w ostatniej dekadzie XVII w. na Ukrainie Naddnieprzańskiej, zm. 28 września?/9 października 1748) – biskup Rosyjskiego Kościoła Prawosławnego pochodzenia ukraińskiego. 
Wykształcenie teologiczne uzyskał w Akademii Mohylańskiej. Od 1739 był namiestnikiem Ławry Troicko-Siergijewskiej. 26 września 1742 został wyświęcony na biskupa tobolskiego i syberyjskiego, otrzymując równocześnie godność metropolity. W 1748 (według innego źródła w 1744) przekształcił w seminarium szkołę duchowną założoną jeszcze w 1702 przez metropolitę tobolskiego i syberyjskiego Filoteusza. Początkowo metropolita Antoni sugerował zamknięcie tej placówki, z powodu jej ciągłych kłopotów finansowych, jednak nie wyraził na to zgody Świątobliwy Synod Rządzący. Metropolita przekazał seminarium własną bibliotekę. Kontynuował również działalność misyjną wśród nieprawosławnej ludności Syberii. 
Urząd sprawował do śmierci w 1748.